# Earias glaucescens
Earias glaucescens är en fjärilsart som beskrevs av George Francis Hampson 1905. Earias glaucescens ingår i släktet Earias och familjen trågspinnare. Inga underarter finns listade i Catalogue of Life.